# Luca$
«Luca$» (укр. «Лука$») — сімнадцята серія двадцять п'ятого сезону мультсеріалу «Сімпсони», прем'єра якої відбулась 6 квітня 2014 року у США на телеканалі «Fox».

## Сюжет
Гомер прокидається на дитячому майданчику і усвідомлює, що застряг у гігантській металевій спіралі. Мардж знаходить чоловіка, коли відвозить до школи Барта і Лісу (які ховаються на задньому сидінні авто).

Гадюка переховується у будиночку на дереві Барта

Згодом Барт розповідає історію директору Скіннеру як причину, чому він запізнився. Скіннер вирішує вдатись до тілесних покарань, але Барт втікає. Хлопчик знаходить притулок у своєму будиночку на дереві, де виявляє, що там ховається Гадюка. Він розкриває, що вчиняє злочини, щоб допомогти своєму синові Джеремі. Коли приїжджає шеф Віґґам, Барт бреше, і покриває Гадюку.
У школі Ліса бачить хлопчика, який давиться піцою. Вона рятує його і виявляє, що його звуть Лукас Бортнер (на прізвисько Luca$, укр. Лука-долар), і він є швидким їдцем. Хоч вона не думає, що такий спосіб харчування для нього, але закохується у нього з метою змінити його.
Тим часом Гадюка, вдячний за дії Барта, викрадає приставку «PlayStadium 4» і залишає її у кімнаті хлопця. Барт з Мілгаусом помічають її. Хоч останній скептично ставиться до таких несподіваних «подарунків», але Барт переконує, що «дарованому коню в зуби не дивляться».
Лукас приходить до будинку Сімпсонів. Він і Ліса влаштовують пікнік у дворі з різноманітними стравами. Усередині будинку Патті та Сельма починають ображати Лукаса, порівнюючи малого ненажеру його з Гомером, заявляючи, що «жінки одружуються з копіями своїх батьків». Мардж також здивована, що її доньці подобається Лукас, та приходить до висновку, що проблема у Гомерові…
Тим часом Барт починає отримувати від Гадюки все більше вкрадених предметів. Ліса намагається покращити Лукаса і пропонує другові знайти якесь інше хобі, ніж поїдання на швидкість. Мардж, яка це підслуховує, вважає, що Ліса підсвідомо збирається вийти заміж за Лукаса і зруйнувати своє майбутнє…
Барт піднімається до будиночка на дереві, де виявляє, що Гадюка вкрав планшет Мілгауса. Останній протистоять Барту і вимагає розповісти правду про «подарунки». Коли Барт зізнається Мілгаус здає Гадюку поліції, яка обіцяє стратити його в електричному кріслі.
Тим часом Мардж пропонує Гомеру взяти Лісу на обід у рексторані. Вона каже йому «не бути собою», а поводитись як джентльмен, щоб донька хотіла того ж від свого майбутнього чоловіка. Гомер розлючений, бо розуміє прохання як те, що мати такого чоловіка, як він, було б погано для Ліси.
Барт їде до відділку поліції та пояснює історію Гадюки сподіваючись, що його можуть помилувати. Віґґам відхиляє прохання Барта, хоч Гадюка все одно втікає.
У таверні Мо Гомер наважується запопросити Лісу пообідати разом, і вона погоджується. Гомер готується до обіду з Лісою і саркастично обіцяє не бентежити Мардж, хоча все ще обурюється тим, як вона сприймає його. Мардж гнітить ця пасивно-агресивна поведінка.
У «Позолоченому трюфелі» Гомер найкраще поводиться і заради доньки їсть вегетаріанську лазанью. Несподівано з'являється Мардж і намагається вибачитися за свої вчинки. Він прощає її, коли вона виявляє, що вона надягнула нову сексуальну фіолетову сукню. Однак, вона не може втручатись у «побачення» Гомера та Ліси, і залшає їх чекаючи в барі ресторану, де Джимбо Джонс починає підбивати клинці.
Наступного дня у школі Ліса виявляє, що Лукас кинув поїдання на швидкість та вирішив «стати таким, як Адель» (змінивши своє прізвисько на £uca$, укр. Фунт-ука-долар). Ліса намагається навчити його свистіти, але йому це не вдається.

## Виробництво
У випуску «проєкту Подіум», який вийшов 5 грудня 2013 року на телеканалі «Lifetime», попросили семи учасників, які залишились, створити нову сукню для Мардж, для нічного побачення у місті з Гомером. Дизайн-переможець, сукню під номером 7, Мардж надягла в цій серії, про що Мардж соромилась згадувати.

Дизайн сукні-переможниці
Поява сукні в серії

## Ставлення критиків і глядачів
Під час прем'єри серію переглянули 4,3 млн осіб з рейтингом 1.9, що другим найпопулярнішим шоу на каналі «Fox» тієї ночі, після «Сім'янина».
Денніс Перкінс з «The A.V. Club» дав серії оцінку C, сказавши, що «центральний сюжет лінивий, брутальний і неадекватно розвинений. Якщо судити „Сімпсонів“ по суті, без згадки колишньої слави, добре — ґрунтуючись виключно на цій серії, це не шоу, на яке я б налаштовувався щотижня».
Згідно з голосуванням на сайті The NoHomers Club більшість фанатів оцінили серію на 2/5 із середньою оцінкою 2,85/5.